# Encontro Internacional de RPG
O Encontro Internacional de RPG (também conhecido pela sigla EIRPG) foi o maior evento/convenção brasileiro de jogos de interpretação de personagens - do original inglês, RPG, role-playing  games . Realizado anualmente na cidade de São Paulo entre os anos de 1993 e 2008 contando com 16 edições, organizados pela Devir Livraria, trazendo sempre convidados internacionais ligados ao mercado de RPG, daí o "Internacional" no nome do evento.
Entre 2013 e 2015 o EIRPG retornou como um segmento da convenção de fãs de animes Anime Friends.
Sempre em um final de semana, o EIRPG chegou a ser a segunda maior convenção de jogadores de RPG no mundo, atrás apenas da Gen Con
, evento que acontece na cidade de Indianápolis, EUA.

## Atividades realizadas no EIRPG
Durante os seus dois dias (atualmente: nos primeiros anos, o EIRPG ia de sexta a domingo, com o primeiro dia dedicado a realização de partidas de RPG para alunos de escola públicas)acontecem no Encontro uma série de atividades ligadas ao hobby do RPG e afins, incluindo:
- Partidas de RPG: sempre há um grande espaço dedicado aos jogadores dentro do Encontro, com centenas de mesas para a realização de jogos.
- Participação das editoras e entidades de RPG:outro espaço importante dentro do evento é o das editoras e entidades (associações e clubes), que podem mostrar seus lançamentos e seu trabalho para o público. É tradicional que a Devir, organizadora do EIRPG, tenha uma grande loja no local, além de um feirão de jogos usados (onde é possível encontrar raridades).
- Live-actions:mais uma atividade tradicional do evento. Provavelmente o primeiro live-action do Brasil foi realizado no 2º EIRPG, pelas mãos do convidado internacional Mark Rein·Hagen (autor do RPG Vampiro: a Máscara, que popularizou este estilo de jogo de representação).
- Concursos de fantasias:desde o começo o EIRPG foi um espaço onde os fãs de RPG puderam liberar sua criatividade, se vestindo a caráter como seus personagens (ou personagens famosos, como Darth Vader). Assim, de alguns anos para cá, começou a se organizar um concurso entre os participantes fantasiados.
- Campeonatos:a principal atividade não relacionada diretamente ao RPG dentro do evento, os campeonatos se dirigem principalmente aos jogadores de cartas colecionáveis, como Magic.
- Palestras:outro ponto forte do EIRPG, as palestras trazem os mais diversos temas de interesse aos jogadores, além de ser o espaço de apresentação dos convidados internacionais (no geral, todos os convidados realizam uma palestra por dia no evento).

## Público do Encontro (números se referem ao total de visitantes)
O público presente ao evento é composto principalmente de jogadores de RPG, e seu número tem flutuado bastante nos 15 anos de realização do Encontro. O 1º EIRPG (1993) teve um número calculado de 3 mil participantes, e este valor foi crescendo anualmente, até chegar ao recorde de 30 mil participantes. No entanto, nos últimos anos este número tem diminuído bastante, e a edição de 2007 do evento teve um público de apenas 11 mil pessoas.
As causas desta flutuação (inicialmente positiva, e agora negativa) vem da própria natureza do RPG como fenômeno cultural - na década de 1990, ele esteve em crescimento, e agora sofreu uma queda no número de participantes, que se reflete diretamente no Encontro Internacional.
É importante notar que os números se referem ao total de pessoas que passaram pelos eventos (medido nas catracas), e não de visitantes únicos- nos Estados Unidos e Europa, onde é costume que os participantes de uma convenção sejam todos inscritos (tendo crachás e ficha de identificação), os valores se referem a este número - daí a própria Gen Con ter um número recorde de 25 mil visitantes, o que no Brasil seria lido como 50 mil (os mesmos vinte e cinco passando pelas catracas, em dois dias de evento).

## Histórico
O Encontro internacional de RPG surgiu em 1993, e pelos seus quatro primeiros anos, foi realizado sob as marquises do Parque do Ibirapuera, na cidade de São Paulo. No quinto ano (1997), ele foi realizado no mesmo parque, mas dentro do pavilhão Manoel da Nóbrega.
No ano seguinte, o EIRPG se realizou pela primeira vez fora do Ibirapuera, no espaço do Galpão Fábrica, próximo a estação Barra Funda do metrô.
Em 1999, o evento volta ao Ibirapuera, mas pela última vez - a partir do ano seguinte, ele passa a acontecer no Mart Center, onde ficará sediado por 6 edições (de 2000 a 2005), e desde 2006 o Colégio Marista Arquidiocesano de São Paulo é o novo espaço para a realização do evento.
O ano de 2009 ficou marcado por ser a primeira vez, desde a criação do evento, em que não haverá um EIRPG. As razões apresentadas pela organização foram a crise econômica (nacional e global), e um processo de reestruturação da própria Devir.
Cada ano teve também  seus convidados internacionais, como pode ser conferido abaixo:
| Edição (ano) | Local          | Convidado                                                |
| ------------ | -------------- | -------------------------------------------------------- |
| 19º (2015)   | Campo de Marte | Jason Bulmahn                                            |
| 18º (2014)   | Campo de Marte | Mark Rein·Hagen                                          |
| 17º (2013)   | Campo de Marte | Mark Rein·Hagen                                          |
| 16º (2008)   | Col.Marista    | Richard Dansky                                           |
| 15º (2007)   | Col.Marista    | Monte Cook                                               |
| 14º (2006)   | Col.Marista    | Sean Punch                                               |
| 13º (2005)   | Mart center    | sem convidado                                            |
| 12º (2004)   | Mart center    | Justin Achilli                                           |
| 11º (2003)   | Mart center    | Margaret Weis                                            |
| 10º (2002)   | Mart center    | <seria o retorno de Steve Jackson, mas teve de cancelar> |
| 9º (2001)    | Mart center    | Bill Slavicsek                                           |
| 8º (2000)    | Mart center    | Stewart Wieck                                            |
| 7º (1999)    | Marquise       | Peter Adkison                                            |
| 6º (1998)    | Galpão Fábrica | Mike Pondsmith                                           |
| 5º (1997)    | Pavilhão       | Mike Mulvihill                                           |
| 4º (1996)    | Marquise       | Greg Costikyan                                           |
| 3º (1995)    | Marquise       | Dave Arneson                                             |
| 2º (1994)    | Marquise       | Mark Rein·Hagen                                          |
| 1º (1993)    | Marquise       | Steve Jackson                                            |

## EIRPG - Curitiba
Outra tradição do Encontro Internacional, realizada desde 1993, é a realização de uma edição especial do evento na cidade de Curitiba, PR. Inicialmente, o evento acontecia uma semana após o EIRPG de São Paulo, inclusive recebendo o mesmo convidado internacional, mas agora ele se realiza três semanas depois.
O Encontro Internacional de RPG - Curitiba é bem menor que a edição de São Paulo (tendo um público máximo de 2 mil pessoas) mas permite que jogadores do sul do país participem do evento.

## Outros eventos de RPG
Apesar de ser o maior, o EIRPG não é o único evento de jogos de representação no Brasil.  Outros eventos importantes incluem o RPG RIO (Rio de Janeiro, RJ); Soul+RPG (Fortaleza, CE); Sampa RPG (São Paulo, SP); RPG e Cultura(João Pessoa,PB); Encontro Feirense de RPG (Feira de Santana, BA), e outros.

### Sobre os Convidados internacionais
- Monte Cook: autor de Arcana Evoluída
- Margaret Weis: co-autora de Crônicas de Dragonlance
- Bill Slavicsek: co-autor de Dungeons&Dragons 3ª edição
- Stewart Wieck: autor de Mago: A Ascensão
- Peter Adkison: fundador da editora Wizards of the Coast
- Mike Pondsmith: autor de Castelo Falkstein
- Mike Mulvihill: designer do RPG Shadowrun
- Greg Costikyan: autor do RPG Paranóia
- Dave Arneson: co-autor de Dungeons&Dragons, o 1º RPG do mundo
- Mark Rein·Hagen: autor de Vampiro: a Máscara
- Steve Jackson: autor do RPG GURPS